# Culture Vulture
『Culture Vulture』（カルチャー・ヴァルチャー）は、la la larksの1枚目のオリジナルアルバム。2017年8月30日にFlyingDogから発売された。

## 概要
メジャーデビュー後最初のフルアルバム。当アルバムのリリース以前に発売されていた1stシングル『ego-ism』と2ndシングル『ハレルヤ』を含む全12曲を収録。
アルバムタイトルの『Culture Vulture』とは、偽文化人や教養マニアという意味。

## 楽曲について
Massive Passive
もとは2ndシングル「ハレルヤ」と同時期に制作され、そのまま未発表となっていたものだが、その原曲をさらに作り直して、今作に収録。高い熱量を放つオルタナロックが、時に軋み合うストリングスを引き連れて、鮮やかに駆け抜ける。転調を重ねながら楽曲をダイナミックに展開させるla la larksらしい作風でアルバムのリード曲、またバンドとしてのあらたな代表曲として相応しいものとなっている。
色彩　-Album Ver.-
もともとは坂本真綾に提供した楽曲で、2015年1月にリリースされたシングル「幸せについて私が知っている5つの方法／色彩」にカップリング曲として収録されている（作詞は坂本真綾）。
ゲーム『Fate/Grand Order』の主題歌となっているこの曲は、候補として提出した数曲の中からサビやメロディーを組み合わせて、完成させたとのこと。
2ndシングルでもカヴァーされている。さらに今回、オリジナル・ヴァージョンのコーラスパートを、改めて坂本自身のコーラスで録り直して収録している。
Q And A　-Album Ver.-
「ハレルヤ」のカップリング曲をアルバム・ヴァージョンとして収録。
シングルではその次に収録されている「色彩」へと繋ぐために、ピアノのパートが少し付け加えられているが今作ではここは除かれている。また、改めてミックスを施して収録。
Reset
疾走感溢れるサウンドと、“僕”の言葉で語られる前向きな歌詞で、青春のイメージをみずみずしく描く一曲。

## 収録曲

### CD
- 特記が無い限り、全曲 作詞・作曲・編曲：la la larks

| #         | タイトル                                                               | 作詞      | 作曲・編曲 | ストリングスアレンジ ホーンアレンジ | 時間 |
| --------- | ---------------------------------------------------------------------- | --------- | ---------- | ----------------------------------- | ---- |
| 1.        | 「Massive Passive」                                                    |           |            | 石塚徹                              | 4:16 |
| 2.        | 「色彩 -Album Ver.-」(ゲーム『Fate/Grand Order』主題歌)                | 坂本真綾  |            | 江口亮、石塚徹                      | 4:32 |
| 3.        | 「ハレルヤ」(テレビアニメ『空戦魔導士候補生の教官』エンディングテーマ) |           |            |                                     | 4:56 |
| 4.        | 「end of refrain」                                                     |           |            |                                     | 4:20 |
| 5.        | 「loop」                                                               |           |            | 河野伸                              | 3:53 |
| 6.        | 「たりない」                                                           |           |            |                                     | 5:14 |
| 7.        | 「さよならワルツ」                                                     |           |            |                                     | 3:26 |
| 8.        | 「Q And A -Album Ver.-」                                               |           |            |                                     | 3:39 |
| 9.        | 「失う」                                                               |           |            |                                     | 4:47 |
| 10.       | 「ego-ism」(TVアニメ『M3〜ソノ黒キ鋼〜』前期エンディングテーマ)        |           |            | 江口亮、石塚徹                      | 3:49 |
| 11.       | 「Reset」                                                              |           |            |                                     | 3:46 |
| 12.       | 「Self」                                                               |           |            |                                     | 3:54 |
| 合計時間: | 合計時間:                                                              | 合計時間: | 合計時間:  | 50:32                               |      |

| #  | タイトル                          | 作詞 | 作曲・編曲 |
| -- | --------------------------------- | ---- | ---------- |
| 1. | 「Massive Passive -MUSIC VIDEO-」 |      |            |
| 2. | 「ハレルヤ -MUSIC VIDEO-」        |      |            |
| 3. | 「ハレルヤ Studio Live映像」      |      |            |